# Athyrium subcrassipes
Athyrium subcrassipes är en majbräkenväxtart som beskrevs av Shunsuke Serizawa.
Athyrium subcrassipes ingår i släktet Athyrium och familjen Athyriaceae. Inga underarter finns listade i Catalogue of Life.